# Chemilla
Chemilla ist eine Ortschaft in der französischen Gemeinde Saint-Hymetière-sur-Valouse und eine ehemalige Gemeinde mit zuletzt 114 Einwohnern (Stand 1. Januar 2016) im Département Jura in der Region Bourgogne-Franche-Comté. Sie gehörte zum Arrondissement Lons-le-Saunier und zum Kanton Moirans-en-Montagne.
Die Gemeinde Chemilla wurde am 1. Januar 2019 mit Lavans-sur-Valouse, Saint-Hymetière und Cézia zur Commune nouvelle Saint-Hymetière-sur-Valouse zusammengeschlossen.

## Geografie
Im Südwesten bildete der Fluss Valouse die Gemeindegrenze. Die Nachbargemeinden waren:
- Cézia im Nordosten
- Lavans-sur-Valouse im Südosten
- Vosbles-Valfin im Südwesten
- Saint-Hymetière im Nordwesten

## Bevölkerungsentwicklung

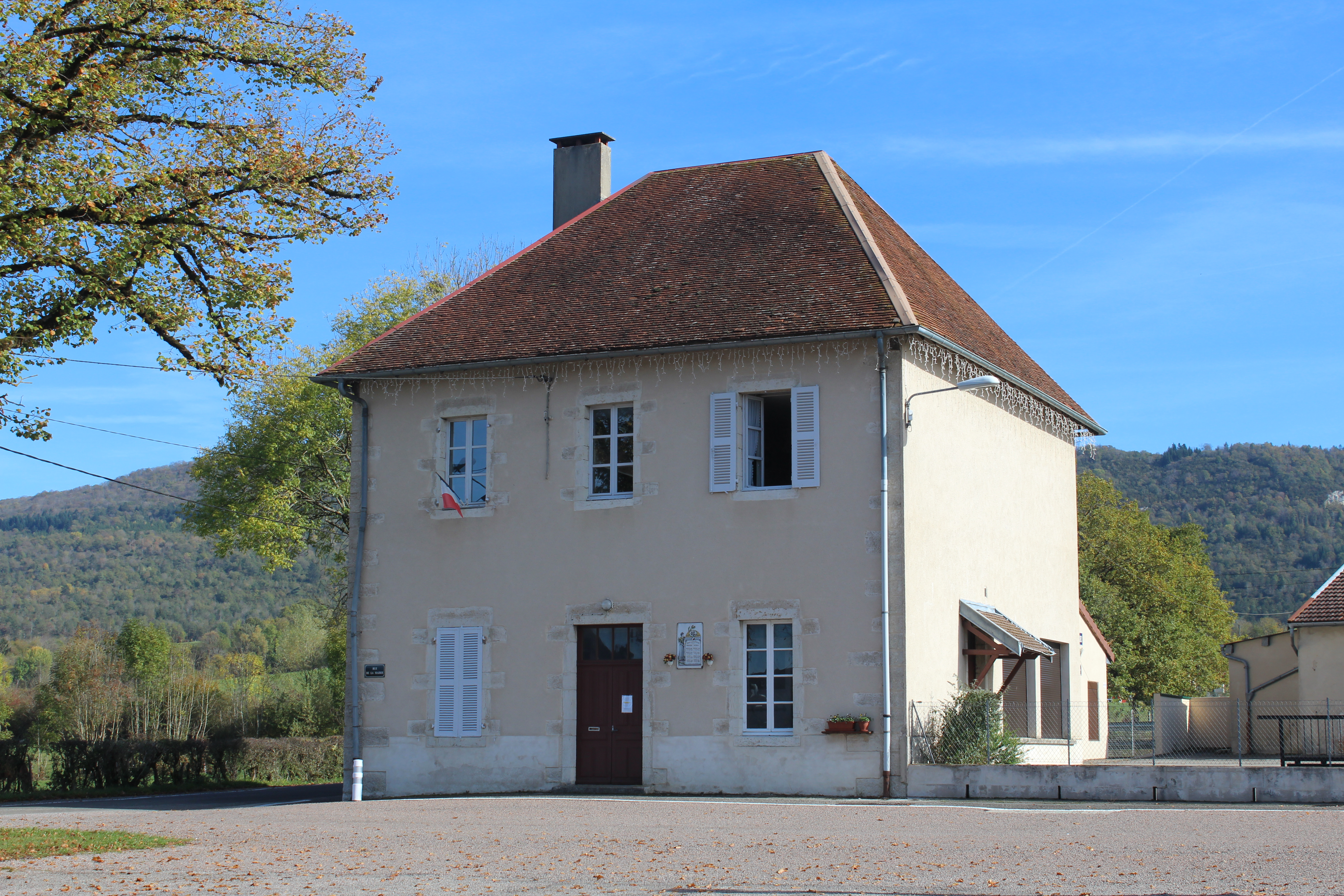
Ehemaliges Rathaus

| Jahr      | 1962 | 1968 | 1975 | 1982 | 1990 | 1999 | 2008 | 2016 |
| --------- | ---- | ---- | ---- | ---- | ---- | ---- | ---- | ---- |
| Einwohner | 65   | 48   | 35   | 36   | 60   | 73   | 97   | 114  |